# عثارة (لحج)
عثاره هي إحدى قرى الجمهورية اليمنية. تتبع جغرافيا لمحافظة لحج و إداريًا لمديرية المفلحي. يبلغ تعداد سكانها 4150 نسمة حسب الإحصاء الذي أجري عام 2004.